# Центральный (Дзержинский район Перми)
Центральный — микрорайон в составе Дзержинского района Перми.

## География
Микрорайон расположен в центральной части города, ограничен с севера и запада улицей Окулова, с востока улицей Крисанова (граница с Ленинским районом), с юга долиной речки Данилиха.

## История
Первые строения в здешней местности были известны еще с 1784 года. В 1808 году на карте вся территория местности была показана застроенной, у речки Данилиха были выделены места для кожевенных и мыловаренных заводов. По этой речке тогда и проходила граница города. В 1873 году началось строительство Успенского женского монастыря (к 1993 году сохранились только три постройки монастыря из начальных двадцати). Интересно, что на картах XIX века года у перекрестка улиц Покровская (ныне улица Ленина) и Ермаковская (ныне Решетникова) была показана Приходская площадь, но в 1893 году она уже исчезла. В 1897 году на карте Губернского статистического комитета на берегу Камы уже показаны промышленные предприятия (механический завод, пристань и канатно-прядильное заведение Любимова и еще две пристани). Интересно, что между Покровской и Петропавловской улицами протекал ручей Пермянка, впадавший в Данилиху в районе железнодорожного моста через эту реку ( Горнозаводская железная дорога была построена в 1896 году).
В советское время после войны микрорайон был в основном застроен типовыми 5-этажными домами, среди которых можно было выделить только дома, выходящие на площадь Гайдара. После 2000 года продолжается медленный процесс точечной застройки оставшихся свободных площадок. В будущем восточную часть микрорайона ожидает кардинальная перестройка. Согласно планам городской и краевой администрации, строительство нового автомобильного моста через Каму в створе улице Крисанова будет сопровождаться строительством новой городской трассы, которая соединит оба ныне разрозненных участка данной улицы и обеспечит широкий выход на перекресток улицы Столбовой и шоссе Космонавтов.

## Улицы
Основные улицы микрорайона в широтном направлении: Монастырская, Петропавловская, Ленина и Екатерининская. В меридиональном направлении — Крисанова, Плеханова и Толмачёва

## Образование
Гимназия № 4.

## Транспорт
Через микрорайон проходят трамвайные маршруты 4,5,7. Проходят также автобусные маршруты 1,10, 14, 49, 50,54,67, 68.

## Культура
Дворец молодёжи (ранее им. Дзержинского) находится на ремонте.

## Здравоохранение
Городская клиническая больница № 2 им. Ф. Х. Граля, Елизаветинская больница, Отделение № 7 Краевой инфекционной больницы.

## Достопримечательности
Сквер им. Дзержинского и Экстрим-парк. Казанская церковь и церковь Иоанна Богослова. Памятник доктору Гралю.